# Nincs idő meghalni
A Nincs idő meghalni (eredeti cím: No Time to Die) 2021-ben bemutatott brit-amerikai akciófilm, amely a James Bond-filmszéria huszonötödik része. A főszereplő, Daniel Craig ötödik és egyben utolsó alkalommal tér vissza James Bond szerepében. A rendező Cary Joji Fukunaga, aki a forgatókönyvet Neal Purvis-szal, Robert Wade-el és Phoebe Waller-Bridge-vel közösen írta. Ralph Fiennes, Naomie Harris, Ben Whishaw, Rory Kinnear, Jeffrey Wright, Léa Seydoux és Christoph Waltz visszatérő szereplők, míg Rami Malek, Lashana Lynch és Ana de Armas újonnan csatlakozó karakterek.
Eredetileg Danny Boyle-t választották meg a rendezésre, aki John Hodge-dzsal közösen írta volna a forgatókönyvet. Azonban 2018 augusztusában mindketten távoztak egyéb nézeteltérések miatt; Fukunagát egy hónappal később jelentették be Boyle utódjaként. A szereplők többsége 2019 áprilisára már leszerződött. A forgatás 2019 áprilisától októberéig tartott Bond 25 munkacímmel. A végleges címet 2019 augusztusában jelentették be.
Az előkészületek 2016-ban kezdődtek. A Nincs idő meghalni az első olyan Bond-film, amelyet a Universal Pictures forgalmaz, miután a Sony Pictures szerződése a Spectre – A Fantom visszatér 2015-ös megjelenése után lejárt, és a cég megszerezte a nemzetközi forgalmazási jogokat. A Metro-Goldwyn-Mayer leányvállalata, a United Artists Releasing rendelkezik az észak-amerikai jogokkal, beleértve a világszintű digitális és televíziós jogokat is. A Universalnak a film fizikai, otthoni eszközökön történő kiadásának jogai is megvannak világszerte.
Az eredetileg 2019 decemberében bemutatni szándékolt filmet az Amerikai Egyesült Államokban és Magyarországon is 2020 áprilisában mutatták volna be, de a koronavírus-járvány gyors terjedése miatt többször eltolták a premiert, először 2020 novemberére, de aztán – a nem csillapodó világjárvány miatt – 2021 áprilisára, majd novemberére halasztották.

## Cselekmény
Öt évvel Ernst Stavro Blofeld elfogása után James Bond kilépett az aktív szolgálatból. Felkeresi barátja Felix Leiter CIA-tiszt, hogy segítségét kérje Valdo Obruchev, egy eltűnt tudós felkutatásában. Amikor kiderül, hogy Obruchevet elrabolták, Bondnak szembe kell szállnia egy gazemberrel, akinek tervei milliók halálát okozhatják.

## Szereplők
| Szereplő             | Színész           | Magyar hang         | Szerep |
| -------------------- | ----------------- | ------------------- | --- |
| James Bond           | Daniel Craig      | Stohl András        | Korábbi 007-es ügynök, a Spectre – A Fantom visszatér eseményei után vonult vissza.                                             |
| Lyutsifer Safin      | Rami Malek        | Fehér Tibor         | Bond ellenfele. Terroristavezér, aki bosszút akar állni a Spectre-n családja megölése miatt.                                    |
| Dr. Madeleine Swann  | Léa Seydoux       | Bozó Andrea         | Pszichiáter és Bond szerelme, aki segített neki a Spectre küldetésekben.                                                        |
| Nomi                 | Lashana Lynch     | Pálmai Anna         | 00-ás ügynök, aki Bond nyugdíjazása után lépett aktív szolgálatba.                                                              |
| Ernst Stavro Blofeld | Christoph Waltz   | Csankó Zoltán       | Bond fogadott testvére és ősellensége. Ő a Spectre bűnügyi szindikátus korábbi vezetője, és mostanra az MI6 őrizetében van.     |
| Eve Moneypenny       | Naomie Harris     | Nádasi Veronika     | M asszisztense és Bond szövetségese.                                                                                            |
| M                    | Ralph Fiennes     | Forgács Péter       | Az MI6 vezetője és Bond felettese.                                                                                              |
| Q                    | Ben Whishaw       | Szatory Dávid       | Az MI6 mestere, aki Bond-ot látja el felszereléssel.                                                                            |
| Paloma               | Ana de Armas      | Mikecz Estilla      | CIA-ügynök, aki segíti Bond-ot.                                                                                                 |
| Felix Leiter         | Jeffrey Wright    | Rába Roland         | CIA tiszt, Bond jóbarátja. |
| Bill Tanner          | Rory Kinnear      | Dolmány Attila      | Az MI6 vezérkari főnöke. |
| Primo (Küklopsz)     | Dali Benssalah    | Rohonyi Barnabás    | A SPECTRE zsoldosa, akivel Bond először Materában találkozik. Később átáll Safin oldalára.                                      |
| Logan Ash            | Billy Magnussen   | Márkus Sándor       | CIA-ügynök, aki Bondnak és Leiter-nek segít egy tudós felkutatásában. Kiderül, hogy Safinnak dolgozik. Az erdőben Bond öli meg. |
| Valdo Obruchev       | David Dencik      | Fesztbaum Béla      | Egy tudós, akinek eltűnése ügyében nyomoz Bond. Safint segíti a Spectre elleni bosszúhadjáratában.                              |
| Mathilde             | Lisa-Dorah Sonnet | Dudás Lea           | Bond, és Madeleinne közös gyermeke. Szereti a nyuszikat.                                                                        |
| Madeleine anyja      | Mathilde Bourbin  | Tarr Judit          | Safin a film elején meggyilkolja a férje helyett.                                                                               |
| Dr. Hardy            | Hugh Dennis       | Fillár István       | Obruchevvel volt a laborban. Miután segített a Spectre-nek, megölték.                                                           |
| Dr. Symes            | Priyanga Burford  | Ligeti Kovács Judit | Obruchevvel volt a laborban. A Spectre megölte.                                                                                 |
| Alsion Smith         | Amy Morgan        | Gulás Fanni         | |
| Szállodaportás       | Joe Grossi        | Hannus Zoltán       | Szállodaportás. |

## Gyártás

### Előkészületek

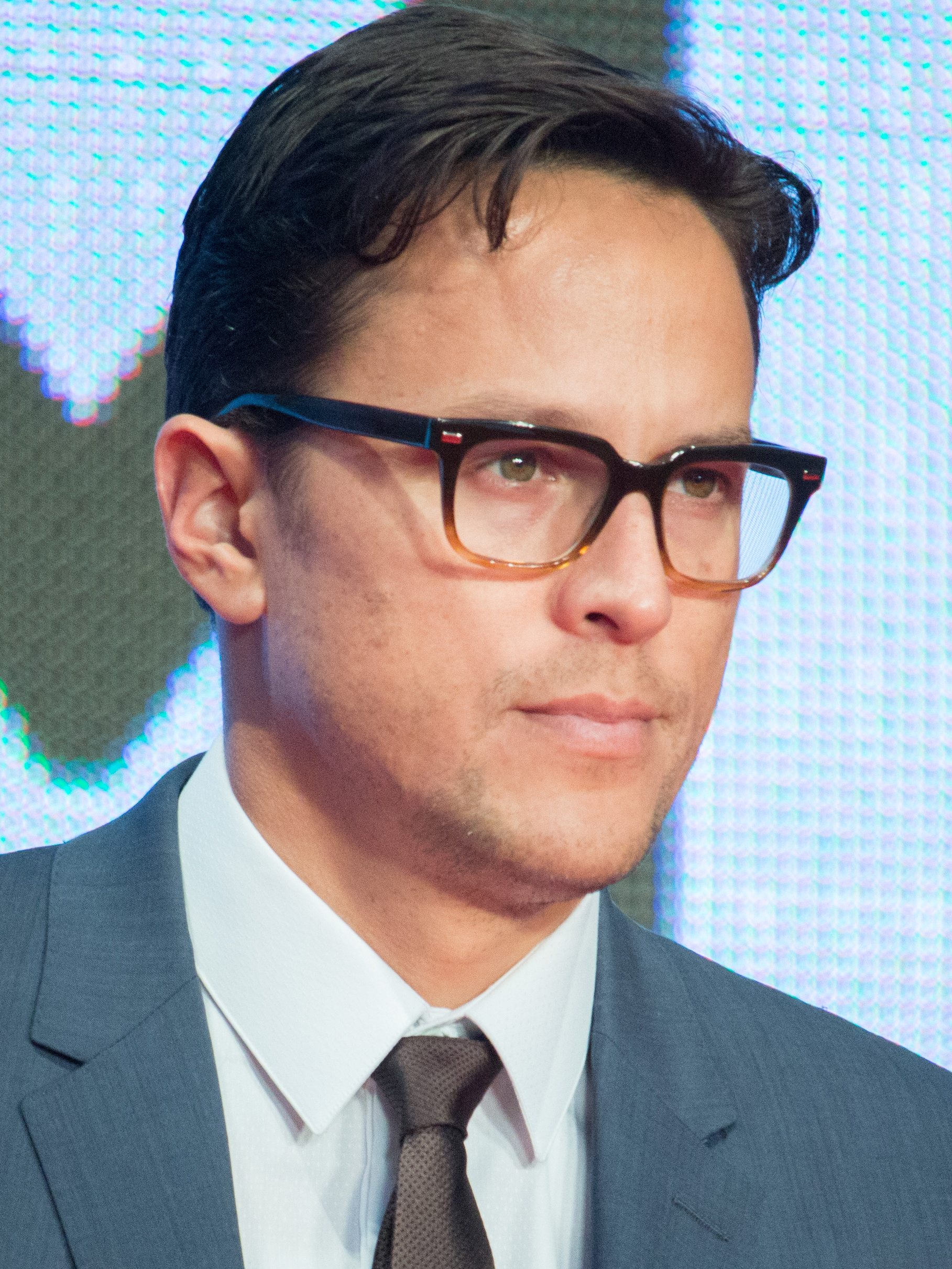
Cary Joji Fukunaga, a Nincs idő meghalni rendezője.

A Nincs idő meghalni fejlesztését 2016 elején kezdték el. 2017. márciusban a forgatókönyvírók, Neal Purvis és Robert Wade – akik minden Bond-filmen együtt dolgoztak az 1999-es A világ nem elég óta, ismét visszatérnek. Sam Mendes kijelentette, hogy a Skyfall és a Spectre – A Fantom visszatér rendezése után nem tér vissza. Christopher Nolan kizárta magát, hogy ő rendezzen. 2017. júliusáig Yann Demange-nek, David Mackenzie-nek és Denis Villeneuve-nek  ajánlották a következő film rendezését. 2017 decemberében Villeneuve elutasította a rendezést a Dűne című film iránti elkötelezettsége miatt.
2018 februárjában Danny Boyle volt legesélyesebb jelölt a rendezői pozícióra.

## Jövő
Két nappal a film világpremierje előtt Barbara Broccoli producer kijelentette, hogy nem lesz tárgyalás James Bond újraszerepléséről, mondván: „Azt akarjuk, hogy Danielnek legyen ideje ünnepelni.” Ben Whishaw, a Q karakterét alakító színész azonban egy interjúban megosztotta véleményét a franchise jövőjéről: „Idáig 25 film volt. Nem mintha az emberek ki lennének éhezve arra, hogy a karaktert ilyen formában láthassák. És azt hiszem, ha folytatni akarják ezt a karaktert a franchise-ban, akkor szerintem fel lehet robbantani, és bármit meg lehet csinálni. Nem tudom, hogy mi legyen az, de nekem úgy tűnik, hogy valami egészen radikálisnak [és] valami igazán másnak kellene lennie” - annak ellenére, hogy a karakter a film végén látszólag meghal.
Másrészt Henry Cavill színész azt mondta, szívesen vállalná, de megosztotta, hogy inkább egy Bond-főgonoszt szeretne játszani, mint magát Bondot.